# 劉季箎
劉 季篪（りゅう きち、1364年 - 1424年）は、明代の官僚。名は韶、字は季篪で、字をもって通称された。本貫は紹興府余姚県。

## 生涯
1394年（洪武27年）、進士に及第した。行人に任じられた。朝鮮に対する使者をつとめ、贈物を一切受け取ることがなかった。1397年（洪武30年）、このことが洪武帝の耳に入り、季篪は衣服と宝鈔を賜り、陝西左参政に抜擢された。1400年（建文2年）、季篪は刑部左侍郎として召し出された。
1404年（永楽2年）11月、『永楽大典』の編纂事業がおこなわれることになると、季篪は姚広孝や解縉とともに編纂にあたるよう命じられた。1410年（永楽8年）、刑事判断の遅滞について罪に問われて、獄に下され、両淮都転運塩司副使に左遷された。1411年（永楽9年）、屈託逡巡して赴任せずにいたところ、再び獄に下された。長らくを経て釈放された。儒服を着て翰林院に属し、編纂にあたるよう命じられた。1417年（永楽15年）、工部営繕主事に任じられた。1424年（永楽22年）、在官のまま死去した。享年は61。

## 人物・逸話
- 陝西では脱税事件があったことから、役人が厳しい刑罰で監督していて、民衆が物資を運ぶことすらできなくなっていた。季篪が陝西参政に着任すると、部下を州県に分遣して、逮捕されていた者たちを釈放し、刑罰を緩めた。
- 陝西では硇砂が産出しないにもかかわらず、毎年の納入を義務づけられていた。季篪は朝廷に言上して、これを廃止させた。
- 洪渠で洪水が起こると、季篪は堰の分水をおこなった。
- 民間に盗人を引き入れたとして逮捕連行された者がいた。盗人がすでに死んでいたため、盗人の妻子を召し出して識別させた結果であった。季篪は事情を聴取すると、逮捕された者を釈放した。
- 季篪は汚職官吏として無実の罪に服していた1000人あまりを弁別して放免した。
- 河陽の宿屋で朱氏と趙氏のふたりが別室で寝ていた。趙氏が殺され、役人は朱氏が殺害したものと疑い、拷問して無実の罪に服させた。季篪はひとり「怨恨があるわけではなく、そのやりかたには利がないだろう」といって、朱氏の刑を緩めさせ、ついに趙氏を殺した真犯人を検挙した。
- 揚州府の民の胡氏の家に盗人が夜に入って家人を殺し、刀が遺体のそばに残されていた。刀には被害者の隣家の蘇氏の印が入っていた。官は隣人を逮捕して追及した。隣人は「この刀はなくなって久しいものです」と証言したが、拷問に耐えられず、無実の罪に服した。季篪は人に証拠の刀を持ちださせてその里をひそかに調べさせた。ひとりの子どもから「これはわが家のものである」との証言を得た。こうして真犯人の盗人が検挙された。